# Dub v Raduni
Dub v Raduni je památný strom v Raduni v okrese Opava. Nachází se také na pravém břehu potoka Raduňka u soustavy Raduňských rybníků na polí v pohoří Opavská pahorkatina v Moravskoslezském kraji.

## Další informace
Podle údajů z let 2009 až 2010:
| Výška stromu:                   | 30 m                                          |
| Obvod kmene (ve výčetní výšce): | 6,23 m                                        |
| Výška stromu:                   | 24 m                                          |
| Odhadované stáří (v roce 2020): | asi 510 let                                   |
| Ochranné pásmo:                 | ze zákona poloměr 10 m měřený od středu kmene |
| Datum prvního vyhlášení         | 14. ledna 1972                                |

Stav stromu není nejlepší, má dutý kmen a v roce 2000 byla odstraněna nevyhovující ochranná vyzdívka z 50. let 20. století a strom byl ošetřen konzervací a ořezem suchých větví. Na patě kmene tohoto dubu roste poměrně vzácná dřevokazná jedlá oranžová houba pstřeň dubový (Fistulina hepatica), lidově nazývaná volský/jelení jazyk či masojed. Plodnice lze spatřit na konci léta a na podzim. Díky vegetaci a polím, je kmen stromu obtížněji přístupný.

## Galerie

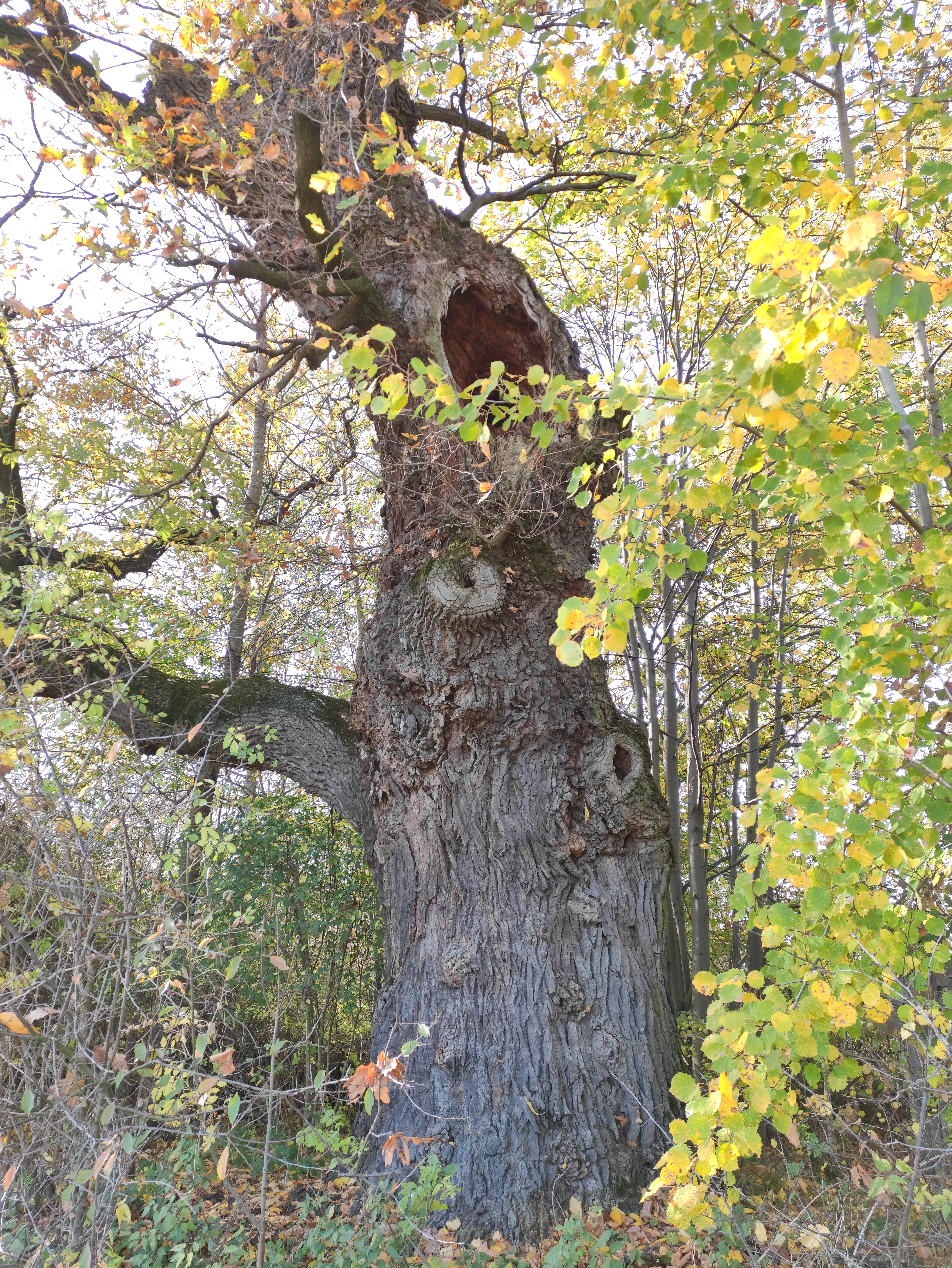
Detail kmene